# Радоницкая неделя
Радоницкая неделя (Радуницкая неделя, церк. Фомина неделя) — праздничная неделя в народном календаре славян, начинавшаяся на Красную горку, и заканчивающаяся в субботу.
«На этой неделе люд крещёный с покойничками христосуется». Проводятся «радостные весенние поминки». Несколько раз в году славяне предки почитали членов своего рода — «тех, кто навечно отошёл на небеса». В Беларуси, на Украине и юге России считалось, что с Пасхи или с Чистого четверга и до Радуницы покойники посещают своих близких и далёких родственников. На Пасху (Велик-день) они разговляются, а на Радуницу их необходимо проводить «в Ирий и на охрану нив и урожая». Лишь «неприкаянные» — те, что умерли неестественной смертью или некрещёными, отправляются в леса и реки.
Также в эти дни принято одаривать «богоданную родню» «зятьям да невесткам». Они считались свадебными, сговоры и сватовство старались приурочить до наступления мая, когда играть свадьбы считалось плохой приметой.

## Названия недели и дней
Неделя: рус. Радоницкая неделя, Радуницкая неделя, Радонки, Проводная неделя, Неделя обновления; укр. Поминальний тиждень, Бабські проводи, Весняна радість; укр. гуцул. Провідная неділя; полес. Вархушовая неделя, Гаркушная неделя, Красная неделя, Мёртвая неделя, Проводный тыждень, Яркосная неделя, Новая Неделя, Да́рниковая неде́ля; болг. Томина неделя; словен. Beli teden.
Воскресенье: рус. Красная горка, Радушное воскресенье, Редомное воскресенье, костр. Радуница; укр. Провідна неділя, Радуниця, Радовниця, Радунець, Гробки, Поминки, Батьківський Великдень; полес. Артусное воскресенье, Аркушо́ва неделя, Да́рнико́вое воскресенье, Дарна́я няде́ля, Деды радульные, Пробудная неделя, Проводная неделя, Ра́до́вница, Ра́дульница.
Понедельник: рус. Радуница; укр. Гробки, Могилки, Бабський Великдень, Поминки, Проводи, Радовница, Радульные деды; полес. Гаркуши́, Дедовица, Дзеды радасные, Деды радужные, радоницкие, Воловские проводы; серб. Ускрс покоjника, Побушени понедељак, Побусаниjе, Ружичало, Ружичара.
Вторник: рус. Радуница, Родоница, Радовница, Радольница, Радонница, Радошно, Радошница, Радожное, Радунец, Радостное, Радушное воскресенье, Редомное воскресенье, Навий день, Усопшие Радаваницы; укр. Радовница, Радульные деды, Бабський великдень; полес. Гаркуши́, Гра́довица, Градовни́цы, Громни́цы, Красная горка, Навска́я ра́дуница, По́минки, Про́воды правди́вые, Про́воды справедли́вые, Ра́довый день, Ра́дониница, Ра́дуница, Ра́дуга, Ро́дичи.
Среда: полес. Громни́цы, Громничная середа, Сухая середа.
Пятница: укр. галиц. Провідна п’ятниця.
Суббота: рус. Вьюнец, Вьюшник; укр. Дідова субота.

## Красная горка — первый день
В этот день девушки устраивали первое весеннее гуляние. Игры и гулянья проходили на пригорках, раньше других освобождавшихся от снега, отсюда название — «красная» (то есть красивая) горка. Обычно в России к Красной горке приурочивались свадьбы, в некоторых местах она начиналась поминанием покойников (на кладбище), после чего устраивался праздник.
Повсеместно девушки ходили по улицам и пели веснянки. По всей Украине в этот день ходили дети по домам славить «ярь и зеленачку», неся в руках деревянную ласточку.
Красная горка была одним из самых любимых праздников в дореволюционной России. Кроме того, Красная горка — это популярный день для заключения браков, для венчания. Русская пословица говорила: «На Красную Горку девок разборка».
В Верхнем Поволжье канун (суббота) или Фомино воскресенье назывались «Вьюнишник» или «Кликунишно воскресенье»  — «водили вьюна» под окнами молодых, таким образом отмечая их вступление в сообщество взрослых супружеских пар. Мораване с Фомина воскресенья начинали играть свадьбы.
В восточной части белорусского Полесья проводные обряды Фомина воскресенья осмысливались как «проводы Пасхи». На Брестщине и примыкающих к ней регионах Волынской и Ровеньской областей в начале недели совершались «проводы зимы» (ср. праганять зиму в Литву). В Брестской области (с. Спорово) в воскресенье идут к берегу озера со старыми стёртыми вениками (диркачами) и кидают их в воду приговаривая: «А киш, зима, до Кракова. До нас придэш однакова. А киш, зима, до Киева. Бо нам лито покинула». В селе Хомутино Алтае на Красную горку «Пасху зажигали» — привозили на гору солому и зажигали её, таким образом провожая Пасху.

## «Радованье» покойников — второй и третий день
По «красным горкам» за деревенскими околицами происходили молодёжные гулянья. В Полесье говорили: «У панеде́лок ра́данишные деды пра́виш, а ва ўтóрак иде́ш на мо́гилки».
На Радоницу (во вторник) после полудня вся семья шла на кладбище к могилам близких, где катали по могиле крашенные яйца, поливали могилы пивом (позже — вином или водкой). Часть яиц отдавали нищим с просьбой помянуть предков, а сами накрывали могилы рушниками, на который ставили разную еду. Хозяин одно крашеное яйцо закапывает в землю, христосуется таким образом с умершими, семья садится вокруг могилы. Женщины причитают. Потом и они садятся вместе с другими. Выпив пива или вина, все едят кушанья, которые принесены на могилу. Возвратившись с погоста старики и старухи вечером остаются дома, а молодые парни и девки, иногда и семейные пары, водят хороводы, играют в горелки, поют песни, веселятся.
В Сербии, а также у хорватов Венгрии понедельник относится к числу поминальных — в этот день посещают кладбища. На северо-востоке Болгарии понедельник также считается поминальным днём; у болгар Бессарабии после возвращения с кладбища пожилые люди танцевали, чем и заканчивалось поминовение.

## Прогулки заневестившихся девушек

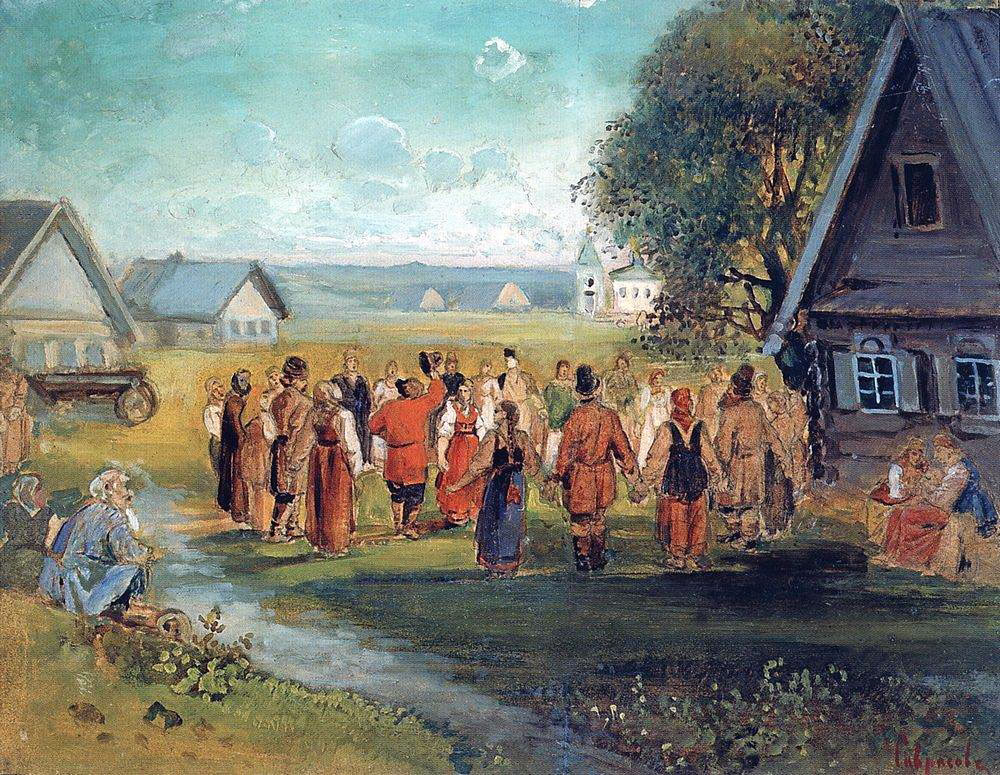
А. Саврасов. Хоровод в селе.

В течение недели устраивались праздничные прогулки заневестившихся девушек. Женихи, в свою очередь, выходили на смотрины, совершавшиеся на весеннем вольном воздухе, под зеленеющими навесами распускающихся деревьев. Бывает и так, что на месте «зеленых смотрин» происходит и самое рукобитье. Местами существовал обычай (например, в Костромской губернии), позволяющий парням, в честь Матери-Сырой-Земли, обливать водой приглянувшихся им девушек. Кто какую обольёт, тот за неё и должен был свататься. Кто не сделает этого, тот считался «лихим обидчиком», похитителем чести девичьей. В Густинской летописи так рассказывалось о подобном обычае: «От сих единому некоему богу на жертву людей топяху, ему же и доныне по некоих странах безумныя память творят: собравшиеся юнии, играюще, вметают человека в воду, и бывает иногда действом тых богов, си есть бесов, разбиваются и умирают, или утопают; по иных же странах не вкидают в воду, но токмо водою поливают, но единако тому же бесу жертву сотворяют».
От Фоминой недели до Ивана дня — «хмелевые ночи», Ходит Яр-Хмель по ночам. Это самое весёлое время деревенской молодёжи. Молодёжь в те ночи песни играет, хороводы водит, в горелки бегает от вечерней зари до утренней. «Ходит Ярилушка по тёмным лесам, бродит Хмелинушка по сёлам-деревням. Сам собою Яр Хмель похваляется: Нет меня, Ярилушки, краше, нет меня, Хмеля, веселее — без меня, весёлого, песен не играют, без меня, молодого, свадеб не бывает…». «На кого Ярило воззрится, у того сердце на любовь запросится...».

## Вьюнец, последний день
На Фоминой неделе справлялся «Вьюнец», или «Вьюшник». Этот старинный обряд состоял в хождении под окнами с «вьюницкими» песнями в честь новобрачных, повенчавшихся с осени по весну. Движение компании по селению оживлялось шутками и забавами; непосредственных исполнителей обходных песен нередко сопровождали зрители. Обряд напоминал зимние колядки. Весёлая нарядно одетая толпа, собравшись в условленном месте, двигалась из конца в конец селения и начинала «искать вьюнца и вьюницу» (молодых). Причём молодёжь это делала утром, а семейные мужчины и женщины — вечером. Стучались под окном с особым припевом-причетом: «Вьюн-вьюница, отдай наши яйцы!» Где нет молодожёнов, там от непрошеных гостей отделывались тем, что, подавая несколько яиц, христосовались с кем-нибудь из них. Где же молодая пара, — там пелись специальные песни.
Девицы разыгрывали хороводы, а молодцы бились на кулачки и боролись один на один, песни пели перед таким домом до тех пор, покуда виновники торжества не выйдут к ним сами и не вынесут угощения: яиц, пива, мёда, орехов, пряников, иногда денег детворе. После этого старшой из певунов-весельчаков затягивает благодарственную песню.
Хор молодых голосов после каждого стиха подпевал: «Вьюнец-молодец, молодая!» — чем и заканчивалось чествование новобрачных до следующего  дома с молодожёнами, где повторяется то же самое.

## Окликание дождя
В Тульской и Костромской губерниях на Радуницкой неделе в сёлах и в городах окликали первый дождь. Когда дождь начинался, то они умывались дождевой водой. Если же сверкнёт молния, на двор выходили девицы и женщины и также умывались дождём, считая, что это придаст им красы и молодости.
В Болгарии в среду проводился обряд Мара Лишанка с целью призвать благодатный весенний дождь и защитить посевы от града.

## Поговорки и приметы
- Веселы песни о Масленице, а веселей того — о Радонице[32].
- Весёлая Масленица — беспросыпная горе-пьяница, а гульливая Радоница — светлой радости приятельница[32].
- Пили на Масленице, с похмелья ломало на Радонице[33].
- Масленые пьяные песни о голодный Велик-Пост разбиваются, колокольным постным звоном глушатся, а радоницкие-вьюнишные по красным горкам раздаются, с семицкими-девичьими перекликаются[32].
- «Родители из могил теплом дохну́ли» — говорили при первом проблеске весны[34].
- Не угости честь-честью покойного родителя о Радонице — самого на том свете никто не помянет, не угостит, не порадует[35].